# Dmitrij Manżara
Dmitrij Iwanowicz Manżara (ros. Дми́трий Ива́нович Манжара́, ur. 9 listopada 1885 w Białopolu, zm. 1938) – radziecki działacz partyjny.

## Życiorys
Pracował jako ślusarz, członek kółka socjaldemokratycznego w Białopolu, aresztowany i skazany na zesłanie do guberni irkuckiej, zwolniony. Od września 1917 członek SDPRR(b), członek Rady Taszkenckiej, 1918 przewodniczący komitetu RKP(b) związku kolejarzy, członek Komitetu Miejskiego Komunistycznej Partii (bolszewików) Turkiestanu w Taszkencie, 1918-1919 żołnierz Armii Czerwonej. W 1919 zastępca przewodniczącego Tymczasowego Komitetu Wojskowo-Rewolucyjnego, od 1919 sekretarz 3 kolejowego komitetu rejonowego KP(b)T, od 1922 II sekretarz KC KP(b)T, później sekretarz Turkiestańskiego Biura Wszechzwiązkowej Centralnej Rady Związków Zawodowych. Od 31 maja 1924 do 26 stycznia 1934 członek Centralnej Komisji Kontrolnej RKP(b)/WKP(b), od 1 stycznia 1926 do 2 grudnia 1927 zastępca członka jej Prezydium, od 1927 pełnomocnik Centralnej Komisji Kontrolnej WKP(b)/Ludowego Komisariatu Inspekcji Robotniczo-Chłopskiej ZSRR w Środkowej Azji, 1933-1937 zastępca przewodniczącego Centralnego Komitetu Wykonawczego (CIK) Uzbeckiej SRR, 1937 zastępca przewodniczącego Prezydium Rady Najwyższej Uzbeckiej SRR. Odznaczony Orderem Czerwonego Sztandaru i Orderem Czerwonego Sztandaru Pracy.
W 1937 aresztowany, 1938 zmarł lub został stracony.